# Hylopezus
Hylopezus är ett fågelsläkte i familjen myrpittor inom ordningen tättingar. Släktet omfattar sex arter:
- Streckad myrpitta (H. perspicillatus)
- Fläckig myrpitta (H. macularius)
- Parámyrpitta (H. paraensis)
- Altaflorestamyrpitta (H. whittakeri)
- Brunörad myrpitta (H. auricularis)
- Vitbrynad myrpitta (H. ochroleucus)

Följande arter placerades tidigare i släktet, men har flyttats efter genetiska studier:
- Fläckbröstad myrpitta (Cryptopezus nattereri)
- Vittyglad myrpitta (Myrmotherus fulviventris)
- Amazonmyrpitta ('Myrmotherus berlepschi)
- Snårmyrpitta (Myrmotherus dives)